# Benoît Ers
Pour les articles homonymes, voir Ers.
Benoît Ers dit Ers, né le 20 juillet 1971 à Liège, est un dessinateur de bande dessinée belge. Connu pour la série à succès Les Enfants de la résistance.

## Biographie
Benoît Ers naît le 20 juillet 1971 à Liège.
Au gré des emplois de son père, il passe une partie de son enfance en Côte d'Ivoire puis en France, à Sucy-en-Brie.
Remarqué au concours de bande dessinée scolaire d'Angoulême, il entre à l'école des beaux-arts d'Épinal où il reste 6 mois. Contacté par Marsu Productions, il quitte cette école après six mois et devient illustrateur à Liège, il devient l'assistant d'Olivier Saive. Il y rencontre Vincent Dugomier. Ers fait son entrée au magazine Spirou en 1990 où il commence par publier par des illustrations d'animation et de courts récits sur des scénarios de Dugomier.
Et pendant que Benoît accomplit son service militaire, Dugomier prospecte et propose la nouvelle mouture de leur série au Lombard qui publie en septembre 95, après trois années de lente gestation, le premier épisode des aventures de Muriel et Boulon, 6 albums sont publiés aux éditions Le Lombard (1995-2001).
Puis, ils créent à nouveau ensemble Les Démons d'Alexia en 2004. La série compte sept titres et une intégrale reprend les quatre premiers volumes et un court récit inédit en 2018 aux éditions Dupuis.
Il signe en 2009 un diptyque Beauté fatale avec Jean-Louis Janssens aux éditions Vents d'Ouest (2009-2010). En 2012, il se fait le coloriste de Clarke sur Nocturnes aux éditions du Lombard. Il retrouve Dugomier pour le triptyque Hell School au Lombard (2013-2014) et il s'associe à Zidrou pour un thriller en deux parties Tueurs de maman chez Dupuis (2013).
En 2015, ils entament la création d'une série qui rencontre un succès mérité selon Henri Filippini : Les Enfants de la résistance. Cette série pédagogique — chaque album contient un dossier de 7 à 8 pages pour en savoir plus — ayant pour but la transmission de la mémoire est un best-seller avec 500 000 exemplaires vendus en librairie en 2020. Elle se compose de neuf volumes en 2024 et s'expose également au Musée de la Résistance de Belgique à Anderlecht en 2017, au Musée BELvue à Bruxelles en 2019 et à la Cité à Angoulême en 2022. Elle a donné naissance à un jeu d'évasion, lui aussi primé.
Une longue et fructueuse collaboration avec Vincent Dugomier, qui fait dire à Benoît Ers : « J’ai fait le scénariste qu’il est, et il a fait le dessinateur que je suis. ».
En outre, Benoît Ers participe à différents albums collectifs : C'est fou le foot sans les règles (1998), BD - Les Talents de demain - Morceaux choisis (1999), Spirou défenseur des droits de l'homme (2019), Tintin numéro spécial 77 ans (Moulinsart, 2023). Il signe des albums publicitaires avec Xavier Fauche dont Amandine Desfourneaux et Pour un ballon en plus en 1999.
Benoît Ers travaille à l'atelier Armageddon qu'il partage avec Batem, Clarke, Marco Venanzi, Marc-Renier, Ludo Borecki, Johan Pilet, Corentin Longrée et Mathieu Barthélémy à Liège.

### Vie privée
Benoît Ers vit à Saint-Séverin-en-Condroz dans l'entité de Nandrin en province de Liège en 2016.

## Œuvres

### Albums de bande dessinée
Les Enfants de la résistance
- 1. Premières actions[36], Le Lombard, Bruxelles, 7 mai 2015
Scénario : Vincent Dugomier - Dessin et couleurs : Benoît Ers -  (ISBN 9782803635580)
- 2. Premières répressions[37], Le Lombard, Bruxelles, 18 mars 2016
Scénario : Vincent Dugomier - Dessin et couleurs : Benoît Ers -  (ISBN 9782803636334)
- 3. Les Deux Géants[38], Le Lombard, Bruxelles, 3 février 2017
Scénario : Vincent Dugomier - Dessin et couleurs : Benoît Ers -  (ISBN 9782803670260)
- 4. L'Escalade[39],[40], Le Lombard, Bruxelles, 9 février 2018
Scénario : Vincent Dugomier - Dessin et couleurs : Benoît Ers -  (ISBN 9782803671182)
- 5. Le Pays divisé[41], Le Lombard, Bruxelles, 25 janvier 2019
Scénario : Vincent Dugomier - Dessin et couleurs : Benoît Ers -  (ISBN 9782803672813)
- 6. Désobéir[42], Le Lombard, Bruxelles, 24 janvier 2020
Scénario : Vincent Dugomier - Dessin et couleurs : Benoît Ers -  (ISBN 9782803675579)
- 7. Tombés du ciel[43],[44], Le Lombard, Bruxelles, 12 mars 2021
Scénario : Vincent Dugomier - Dessin et couleurs : Benoît Ers -  (ISBN 9782808201278)
- 8. Combattre ou mourir[45], Le Lombard, Bruxelles, 16 septembre 2022
Scénario : Vincent Dugomier - Dessin et couleurs : Benoît Ers -  (ISBN 9782808204880).
- 9. Les Jours heureux[46],[47],[48], Le Lombard, Bruxelles, 6 septembre 2024
Scénario : Vincent Dugomier - Dessin et couleurs : Benoît Ers -  (ISBN 978-2-8082-1096-6).

### Collectifs
- C'est fou le foot sans les règles, Pictoris studio, mai 1998
Scénario : collectif - Dessin : collectif dont Ers - Couleurs : quadrichromie -  (ISBN 2-84153-100-7)
- BD - Les Talents de demain - Morceaux choisis, Caisse d'épargne, décembre 1999
Scénario : collectif - Dessin : collectif dont Ers - Couleurs : quadrichromie -  (ISBN 2-85015-282-X)
- Aphasia terra incognita, Fédération belge des aphasiques francophones, Bruxelles, 2004
Scénario : collectif dont Dugomier - Dessin : collectif dont Ers - Couleurs : quadrichromie -  (ISBN 2-9600486-0-1) — Postface : Jean Van Hamme.
- Spirou défenseur des droits de l'homme[49], Dupuis, Marcinelle, 14 juin 2019
Scénario : collectif - Dessin : collectif dont Ers - Couleurs : quadrichromie -  (ISBN 979-10-34739-25-7)
- Numéro spécial 77 ans - L'hommage des auteurs et autrices d'aujourd'hui aux personnages mythiques du journal Tintin, Éditions Moulinsart-Le Lombard, Bruxelles, 8 septembre 2023
Scénario : collectif - Dessin : collectif dont Benoît Ers - Couleurs : quadrichromie -  (ISBN 2-85815-201-2)

### Expositions
- Les Enfants de la résistance, Musée de la Résistance de Belgique, Anderlecht  du 22 février au 30 juin 2017[50],[51] ;
- Les Enfants de la résistance, Musée BELvue, Bruxelles du 7 août au 6 octobre 2019[52],[53] ;
- Les Enfants de la résistance, Savoir désobéir, Cité internationale de la bande dessinée et de l'image, Angoulême du 8 mai au 31 décembre 2022[54].

## Récompenses
- 1988 :  Alfred BD scolaire au festival d'Angoulême[55] ;
- 1995 :  prix de la meilleure BD jeunesse au Festival de la Bulle d'Or de Brignais[56] avec Vincent Dugomier pour Muriel et Boulon ;
- 2004 :
  -  prix avenir décerné par la Chambre belge des experts en bande dessinée[57] pour L'Héritage avec Vincent Dugomier ;
  -  prix Rookie au Festival de bande dessinée de Middelkerke à Middelkerke pour Alexia[58] ;
- 2008 :  prix Saint-Michel jeunesse pour Les Démons d'Alexia, t. 4 : Le Syndrome de Salem, avec Vincent Dugomier[59] ;
- 2015 
  -  prix du Conseil départemental de Loir-et-Cher au festival Bd BOUM de Blois pour Les Enfants de la Résistance, avec Vincent Dugomier[60] ;
  -  Prix de la Fondation Cognito de la meilleure bande dessinée historique belge pour Les Enfants de la Résistance[61] ;
- 2016 :
  -  prix des Collèges du Festival d'Angoulême pour Les Enfants de la Résistance[62] ;
  -  prix Saint-Michel Humour / Jeunesse pour Les Enfants de la résistance t. 2 (avec Vincent Dugomier)[63],[55].

#### Livres
: document utilisé comme source pour la rédaction de cet article.
- Jean-Louis Lechat, Un demi-siècle d’aventures t. 2 : 1970 - 1996, Bruxelles, Le Lombard, 5 décembre 1996, 224 p., ill. ; 31 cm (ISBN 280361233X, OCLC 37995939, BNF 37539082, présentation en ligne), p. 192. .
- Jacques Fiérain, « Ers, Benoît », dans La BD dans les provinces de Liège, Namur et Luxembourg, Charleroi, Éd. l'Âge d'or, 2004, 112 p., ill. ; 31 cm (ISBN 9782960019698, OCLC 470388297, présentation en ligne), p. 38.
- Henri Filippini, « Ers, Benoît », dans Dictionnaire de la bande dessinée, Paris, Bordas, 2005, 912 p., ill. ; 27 cm (ISBN 9782047299708 et 2047299705, OCLC 1009545288, présentation en ligne), p. 756. .
- Philippe Mellot, Michel Denni, Laurent Turpin et Isabelle Morzadec, Trésors de la bande dessinée : BDM 2021-2022 - Catalogue encyclopédique et Argus, Paris, Les Arènes, novembre 2020, 22e éd., 1700 p., ill. ; 23 cm (ISBN 9791037502582, OCLC 1240308146, présentation en ligne), p. 120, 326, 385, 519, 773, 1242. .

#### Périodiques
- Marie Moinard, « Hell school, t. 1 : l'école de l'enfer », dBD, no 70,‎ février 2013, p. 81.

#### Articles
- Benoît Ers et Vincent Dugomier (interviewés par Pierre Burssens), « Entretien avec Benoît Ers et Vincent Dugomier : « Notre histoire est nourrie par les souvenirs de nos proches, de nos familles… » », Auracan,‎ 4 mars 2010 (lire en ligne, consulté le 24 février 2023)
- Alexis Seny, « Ers et Dugomier: « Souvent, on parle peu de la résistance des premières années, un vrai eldorado pour nous » (ITW pour Les Enfants de la résistance) », Branchés Culture,‎ 11 mai 2015 (lire en ligne, consulté le 24 février 2023).
- Vincent Dugomier et Benoît Ers (interviewés par Damien Canteau), « Entretien avec le scénariste Vincent Dugomier », Comixtrip,‎ 17 février 2023 (lire en ligne, consulté le 17 février 2025).
- Vincent Dugomier et Benoît Ers (interviewés par Pierluca Leandri), « Interview : Rencontre avec les auteurs des “Enfants de la Résistance” », Le Monde des ados,‎ 18 septembre 2024 (lire en ligne, consulté le 16 octobre 2024).

### Émissions de télévision
- Festival BD - LA BD fait de la résistance sur France 3 Charente-Poitou, intervenants : Vincent Dugomier et Benoît Ers (2 min 1 s), 2 février 2020.

### Podcasts
- "Vincent Dugomier et Benoît Ers: pas de manichéisme... sur Auvio , intervenants : Vincent Dugomier et Benoît Ers (1 min 47 s), 2 février 2018.